# Escilda Greve
Escilda Greve (Arica, Chile; 1916-Santiago, Chile; 1991) fue una escritora y poetisa chilena.

## Biografía
Escritora ariqueña que trabajó el género poético y narrativo. Formó parte de la antigua Sociedad de Escritores de Chile y ejerció el cargo de secretaria en esta institución. Compartió escena con autores como Pablo Neruda, Alberto Romero, Manuel Rojas, Rosamel del Valle, Humberto Díaz Casanueva y Mariano Latorre. El escritor Francisco Santana la incluyó en su ensayo y compilación de autores chilenos, titulado Bosquejo del movimiento literario de 1961. El poeta Andrés Sabella celebró la violencia y abundancia de su léxico poético y el escritor Braulio Arenas la llamó una visionaria de la poesía, adelantada cincuenta años a su generación. En 1964 es ganadora del primer lugar en el Premio Municipal de Santiago en la categoría poesía del Concurso Literario Gabriela Mistral 1964, quedando en segundo lugar ese año Eduardo Anguita y en tercer lugar Alfonso Alcalde.

## Obras
- Guijarros de color (1938)
- Almas al desnudo (1948) Editorial Condor
- Rebelde cosecha (1960)
- Las venas de la sal (1964)
- Ella (1930)
- Entresollozos (1957) Editorial Peuser
- Espejos en el aire (1960) Ediciones Alfa
- La rebelde cosecha (1961) Ediciones Alfa
- De silencio a silencio (1969) Arancibia Hermanos Ediciones - Prólogo de Volodia Teitelboim
- El retorno del cristal[4] (1981) Ediciones Grupo de Fuego de la poesía
- Tres generaciones[5] (1981)
- Tres mujeres en la poesía chilena[6] (1983)
- Antología y catálogo de escritores de Arica y Parinacota[7] (2011)